# بولن
شهر بولن در ایالت زاکسن در کشور آلمان واقع شده است.